# Incendio en la granja penal de Comayagua
El incendio en la granja penal de Comayagua fue un incendio ocurrido el 15 de febrero de 2012 en el recinto penal de la ciudad de Comayagua en Honduras. El hecho produjo la muerte de más de 382 reos, dejando a varios otros heridos y a 50 desaparecidos.

## Detalles
El sargento del Cuerpo de Bomberos de Comayagua, Josué García, explicó que el siniestro comenzó alrededor de las 22:55 horas (04:55 GMT). En los hospitales de la ciudad han sido atendidos decenas de quemados y heridos.
El portavoz de la Secretaría de Seguridad, Héctor Iván Mejía, cifró en 852 la población del penal y añadió que se encuentran 475 reclusos ilesos y una treintena de heridos que han sido evacuados hacia hospitales de Comayagua y Tegucigalpa. Además señaló que sería probable que algunos de los presos se hayan dado a la fuga en medio de la confusión por el siniestro.
La policía hondureña sospecha que el incendio desatado fue generado por mano criminal. El portavoz de la Secretaría de Seguridad, Héctor Iván Mejía, dijo que inicialmente se consideraba que el incendio en la prisión de Comayagua fue provocado por un cortocircuito, pero tras las primeras investigaciones apuntan a que fue intencional, causado por una persona que posiblemente escapó.
Este hecho ha dejado 350 muertos y desaparecidos de los que aún no se sabe si han muerto o han huido.